# Sandford Fleming

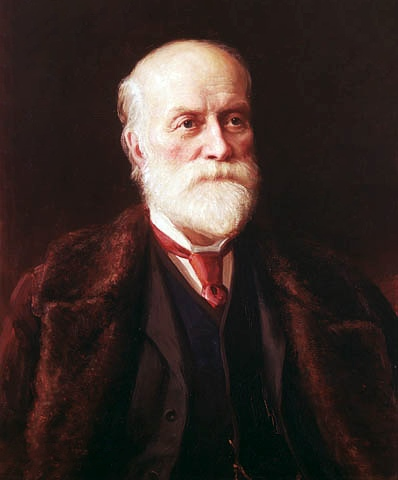
Sir Sandford Fleming, 1892

Sir Sandford Fleming (* 7. Januar 1827 in Kirkcaldy, Fife, Schottland; † 22. Juli 1915 in Halifax, Nova Scotia, Kanada) war ein bedeutender kanadischer Ingenieur schottischer Herkunft.

## Leben

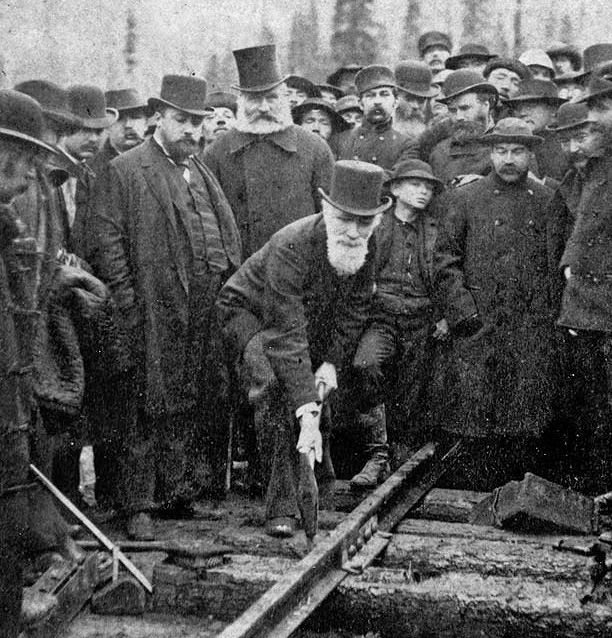
Flemming (mit dem hohen Hut) hinter Smith (mit dem Hammer) beim „Letzten Nagel“

1845 wanderte Flemming nach Kanada aus und hielt sich Anfangs in verschiedenen Städten auf, bevor er sich 1847 in Peterborough (Ontario) niederließ. 1849 qualifizierte er sich als Landvermesser und war die nächsten Jahre hauptsächlich für die Grand Trunk Railway tätig, bevor er 1855 schließlich die Position des Chefingenieurs der Northern Railway of Canada übernahm. Ab 1863 war er als Chefvermesser für die Regierung von Nova Scotia tätig und von dieser mit der Projektierung einer Eisenbahnstrecke von Truro nach Pictou beauftragt. Ursprünglich nur mit der Vermessung und der Planung der Strecke beauftragt, wurde er später auch mit dem eigentlichen Bau beauftragt. Nach der Fertigstellung der Strecke wechselte er 1867 als Chefingenieur zur Intercolonial Railway und hielt diesen Posten bis 1876 inne.
Eine der Voraussetzungen für den Beitritt von British Columbia zur Konfederation war eine Eisenbahnanbindung. Fleming wurde in diesem Zusammenhang der Posten als Chefingenieur bei der Canadian Pacific Railway angeboten. 1872 machte er sich dann mit einer kleinen Gruppe auf den Weg, um die Route, insbesondere durch die Rocky Mountains und ggf. über den Yellowhead Pass zu finden. In seiner Zeit als Chef-Ingenieur bei der Canadian Pacific Railway wirkte er vorwiegend als Landvermesser für den Ausbau der Strecken über Winnipeg hinaus nach Westen. 1885 war er als Direktor der Canadian Pacific Railway anwesend, als in Craigellachie der symbolische „Letzte Nagel“ (last spike) der transkontinentalen Strecke durch Donald Smith eingeschlagen wurde.
Bedingt durch Regierungswechsel und damit verbundene Änderungen hinsichtlich einer Privatisierung der Eisenbahn zog er sich aus diesem Bereich zurück und übernahm die Position eines Kanzlers der Queen’s University in Kingston (Ontario). Neben dieser Tätigkeit war er fortan in verschiedenen anderen Bereichen aktiv.

## Weltzeit
Fleming war Förderer der Stundenzählung von 1 bis 24 und der Weltzeit. Seine Initiative führte 1884 zur Washingtoner Meridiankonferenz, auf der der Meridian durch Greenwich unter anderem als Bezugs-Meridian für die Weltzeit empfohlen wurde. Die folgende Einteilung der Erde in 24 Zeitzonen hatte für ihn nur den Vorteil, dass dadurch die vorher angewendete große Zahl von Ortszeiten wenigstens auf praktisch 24 Ortszeiten verringert wurde. Er blieb seiner Utopie treu, „dass ein aufgeklärtes Weltbürgertum letzten Endes nicht mehr brauchen würde als einen einheitlichen universellen Tag“ mit Weltzeit.

## Seekabel

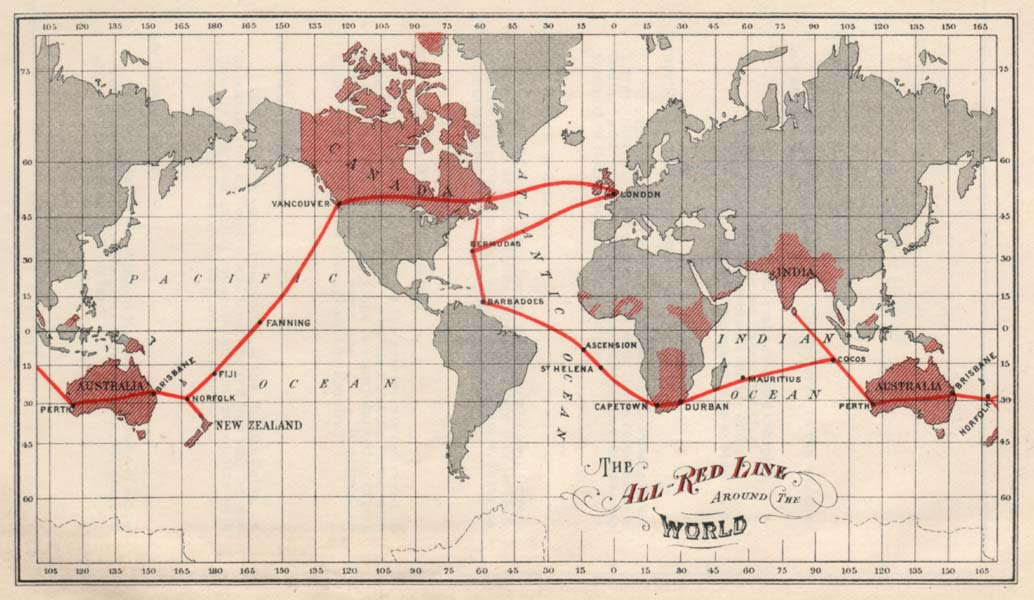
Weltumspannende All Red Line (um 1903)

Später wirkte er an der Verlegung eines Seekabels durch den Pazifischen Ozean zwischen Kanada und Australien mit, wodurch das staatliche englische Telegraphennetz weltumspannend geschlossen wurde.
Am 31. Oktober 1902 um 22:10 Uhr sandte er von Ottawa aus gleichzeitig zwei Telegramme über die Canadian Pacific Railway Telegraph ab und zwar das eine in östliche Richtung und das andere nach Westen. Adressat war in beiden Fällen der Generalgouverneur von Kanada mit Amtssitz in Rideau Hall, ebenfalls in Ottawa. Fleming hätte also einfach den kurzen Weg wählen können. Stattdessen sollte aber auf diese Weise die mit Verlegung des Pazifikkabels soeben vollendete All Red Line (Bild) feierlich in Betrieb genommen und gleichzeitig die Funktionsfähigkeit demonstriert werden (siehe auch: Erstes weltumrundendes Telegramm).

## Weltweite Ehrungen

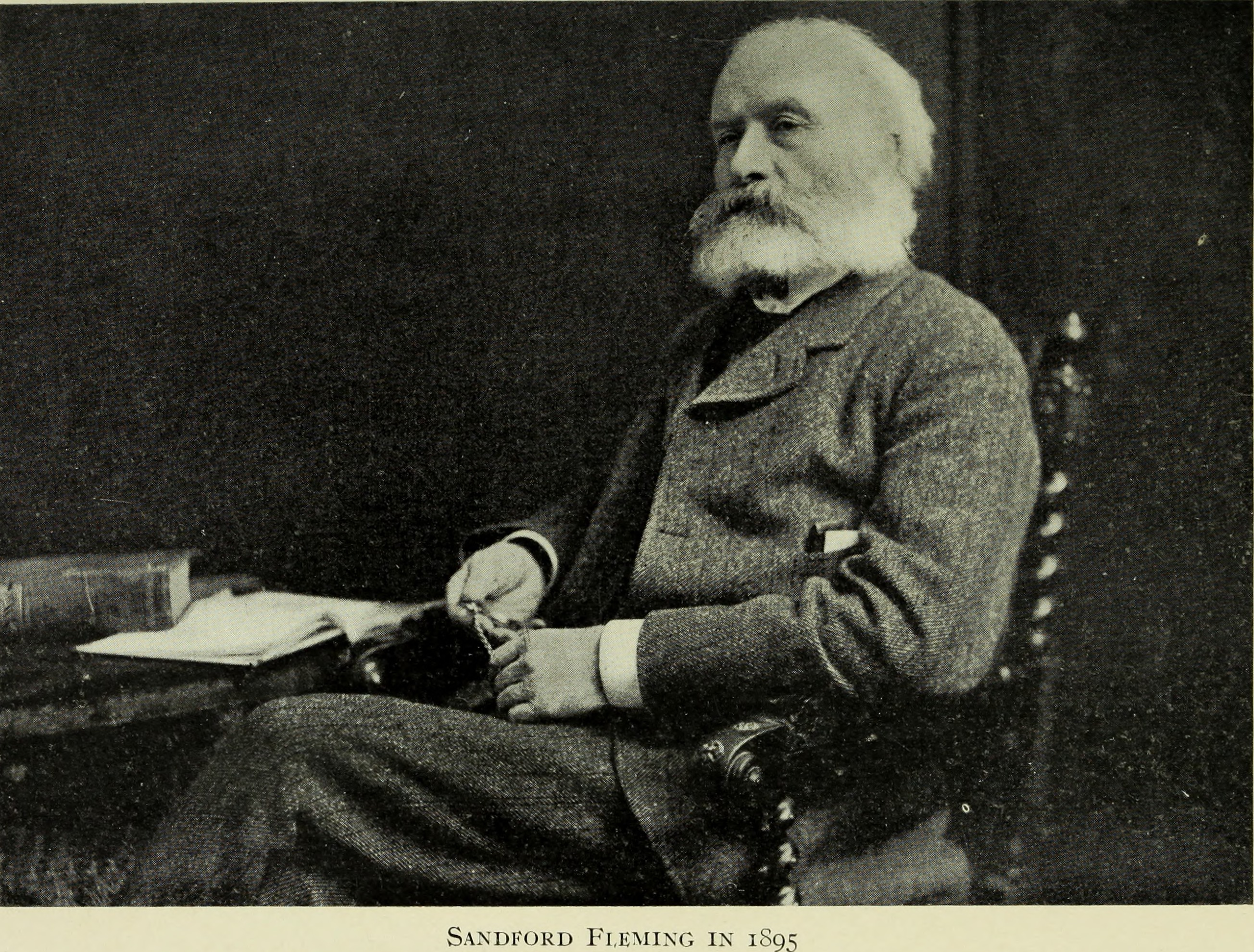
Sandford Fleming im Jahr 1895

1897 wurde er von Königin Victoria für seine Verdienste, u. a. war er 1849 Mitgründer des Royal Canadian Institute (heute die älteste wissenschaftliche Gesellschaft in Kanada mit Sitz in Toronto) und 1882 ein Gründungsmitglied der Royal Society of Canada, zum Knight Commander des Ordens vom Heiligen Michael und Georg und durfte fortan den Namenszusatz „Sir“ führen. Sandford war seit dem 14. November 1854 ein Mitglied im Bund der Freimaurer (St. Andrew’s Lodge No. 1, York).
Die kanadische Regierung, vertreten durch den für das Historic Sites and Monuments Board of Canada zuständigen Minister, ehrte Fleming am 31. Mai 1950 für sein umfangreiches Wirken und erklärte ihn zu einer „Person von nationaler historischer Bedeutung“.